# Lijst van hogeronderwijsinstellingen in Polen
Hieronder een (incomplete) lijst van de hogeronderwijsinstellingen in Polen, gesorteerd naar woiwodschap.

## Neder-Silezië
- Universiteit van Wrocław (Wrocław)
- Technische Universiteit Wrocław (Wrocław)
- Agrarische Universiteit Wrocław (Wrocław)
- Geneeskundige Universiteit Wrocław (Wrocław)
- Karol Lipiński Muzikale Universiteit (Wrocław)

## Koejavië-Pommeren
- Casimir de Grote-universiteit (Bydgoszcz)
- Nicolaas Copernicus-universiteit (Toruń)

## Lublin
- Katholieke Universiteit van Lublin (Lublin)
- Technische Universiteit Lublin (Lublin)
- Marie Curie-Skłodowska Universiteit (Lublin)
- Medische Universiteit van Lublin (Lublin)

## Lubusz
- Universiteit Zielona Góra (Zielona Góra)
- Collegium Polonicum, (Słubice)

## Łódź
- Universiteit Łódź (Łódź)
- Technische Universiteit Łódź (Łódź)
- Geneeskundige Universiteit Łódź (Łódź)

## Klein-Polen
- Jagiellonische Universiteit (Krakau)
- Academie voor Mijnbouw en Metallurgie (Krakau)
- Technische Universiteit Krakau (Krakau)
- Agrarische Universiteit Krakau (Krakau)
- Muzikale Academie Krakau (Krakau)

## Mazovië
- VIZJA-universiteit (Warschau)
- Europacollege (Natolin, Warschau)
- Kardinaal Stefan Wyszyński Universiteit (Warschau)
- Universiteit van Warschau (Warschau)
- Technische Universiteit Radom (Radom)
- Technische Universiteit Warschau (Warschau)
- Agrarische Universiteit Warschau (Warschau)
- Geneeskundige Academie Warschau (Warschau)

## Opole
- Universiteit van Opole (Opole)
- Technische Universiteit Opole (Opole)

## Subkarpaten
- Universiteit Rzeszów (Rzeszów)
- Technische Universiteit Rzeszów (Rzeszów)

## Podlachië
- Universiteit Białystok (Białystok)
- Technische Universiteit Białystok (Białystok)

## Pommeren
- Universiteit Gdańsk (Gdańsk)
- Technische Universiteit Gdańsk (Gdańsk)

## Silezië
- Universiteit van Silezië (Katowice)
- Silezische Technische Universiteit (Gliwice)
- Technische Universiteit Częstochowa (Częstochowa)
- Geneeskundige Academie van Silezië (Katowice)

## Święty Krzyż
- Technische Universiteit Kielce (Kielce)

## Ermland-Mazurië
- Universiteit Ermland-Mazurië (Olsztyn)

## Groot-Polen
- Adam Mickiewicz Universiteit (Poznań)
- Technische Universiteit Poznań (Poznań)
- Geneeskundige Academie Poznań (Poznań

## West-Pommeren
- Universiteit Szczecin (Szczecin)
- Technische Universiteit Szczecin (Szczecin)